# معركة القادسية
مَعْرَكَةُ القَادِسِيَة، هي أحدى معارك الفتح الإسلامي لفارس، وقعت في 13 شعبان سنة 15 هـ (16-19 تشرين الثاني/نوفمبر سنة 636 م) في القادسية بالعراق بين المسلمين بقيادة سعد بن أبي وقاص والإمبراطورية الفارسية بقيادة رستم فرخزاد وانتهت بانتصار المسلمين ومقتل رستم. كانت هذه المعركة أحدى أهم معارك فتح العراق، وشهدت تحالف للإمبراطور الساساني يزدجرد الثالث مع الإمبراطور البيزنطي هرقل الذي زوج حفيدة مانيانغ إلى يزدجرد كرمز للتحالف.

## خلفية الأحداث
خلال فترة حياة النبي محمد ﷺ، حكم بلاد فارس الإمبراطور كسرى الثاني، الذي شن حربا ضد الإمبراطورية البيزنطية للانتقام من مقتل الإمبراطور موريس. هجم الجيش الساساني وأستولوا على كل من سوريا، مصر، والأناضول. في عام 610 تولى الإمبراطور البيزنطي هرقل الحكم بعد فوقاس وقاد البيزنطيين إلى حرب الاسترداد، ونجح في استعادة الأراضي المحتلة من قبل الإمبراطورية الساسانية. وهزم جيشا فارسيا صغير في معركة نينوى وتقدم نحو قطسيفون. بعد نجاح انقلاب قام به أحد أبناء كسرى وهو قباذ الثاني، حيث أمر بإعدام والده وجميع أشقائه وغير الأشقاء، ومنهم مردان شاه، الابن المفضل لكسرى الثاني والذي كان وريثا للعرش الساساني. كانت خطوته التالية صنع السلام مع الرومان وإعادة جميع الأراضي المحتلة. في نفس الوقت هاجم الأتراك شمال بلاد فارس بجيش ضخم. فأمر هرقل جيوشه بالتراجع بعد أن تم توقيع اتفاق مع قباذ الثاني. ووفقا للاتفاقية، عادت جميع الأراضي البيزنطية التي استولى عليها الفرس.

### النزاع الداخلي في الحكم الساساني
قتل كسرى الثاني في قصره بواسطة ابنه قباذ الثاني سنة 628. وأعدم قباذ الثاني إخوته الثمانية عشر، وبدأ المفاوضات مع هرقل، لكنه توفي فجأة بعد أشهر قليلة من توليه الحكم بسبب إصابته بالطاعون. وهكذا بدأت الحرب الأهلية. عين أردشير الثالث وهو ابن قباذ الثاني البالغ من العمر سبعة سنوات لكنه قتل بعد 18 شهرا من قبل الجنرال فرخان الذي كان يسمى شهربراز. كان شهربراز قد استولى على دمشق والقدس من الإمبراطورية البيزنطية في عامي 613 و614. بعد استسلام الفرس في عام 628، تورط شهربراز بمؤامرة من المحكمة الساسانية. وفي عام 629 فشل في غزو أرمينيا ومواجهة قوات الخزر-الغوكتورك بقيادة تشوربان طرخان. قتل شهربراز في يوم 9 يونيو 629 وخلفه ابنة كسرى الثاني بوراندخت. وكانت تحتل منصب الحاكم ال26 لفارس، وكانت فترة حكمها من 17 يونيو 629 حتى 16 يونيو 630، وتعد واحدة من اثنتين فقط من النساء الاتي جلسن على العرش الساساني، حيث أن الأخرى كانت شقيقتها آزرمي دخت. وقد أخذت هذا المنصب على أساس أنها ستتنازل ليزدجرد الثالث عند بلوغه سن الرشد. حاولت تحقيق الاستقرار في الامبراطورية بتنفيذ العدالة وإعادة بناء البنية التحتية وتخفيض الضرائب وسك العملات، ومعاهدة السلام مع الإمبراطورية البيزنطية. كما انها عينت رستم فرخزاد باعتباره القائد العام في الجيش الفارسي. ولم تكن ناجحة إلى حد كبير في استعادة القوة في السلطة المركزية بسبب الحروب الأهلية، وبعد ذلك يقال أنها استقالت أو اغتيلت بعد فترة وجيزة. ثم حلت محلها شقيقتها آزرمي دخت وبالتالي حل محلها هرمز الرابع، أحد نبلاء المحكمة الفارسية.
بعد خمس سنوات من الصراع الداخلي على السلطة، أصبح يزدجرد الثالث (حفيد كسرى الثاني) إمبراطورا في الثامنة من عمره. وكانت الركائز الحقيقية للدولة على كل من الجنرال رستم فرخزاد وفيروز خسرو (المعروف باسم الفيرزان)، وكانت بينهما خلافات وشحناء.

## نهوض الخلافة الإسلامية وفتح العراق
بعد وفاة النبي محمد صلى الله عليه وسلم سيطر أبو بكر الصديق رضي الله عنه على الجزيرة العربية بعد حروب الردة ثم أطلق حملاته إلى الشام. وكانت بداية ظهور أكبر إمبراطورية في العالم لم يشهد مثلها في أي وقت مضى. وكانت هذه الإمبراطورية الإسلامية الجديدة في تصادم مع الإمبراطوريتين البيزنطية والساسانية، التي كانت تتنازع على هذه الأراضي لعدة قرون. وسرعان ما أصبحت الحروب مسألة فتوحات كان من شأنها أن تؤدي في النهاية إلى زوال الإمبراطورية الساسانية، وضم الأراضي الجنوبية والشرقية من الإمبراطورية البيزنطية. لضمان النصر،
أمر أبو بكر الصِّدِّيق رضي الله عنه خالد بن الوليد أن يتوجَّه إلى جنوب العراق ليتألَّف أهلَ فارس ومَن كان في ملكهم من الأمم إلى الإسلام، ويدعوهم إلى الله - عزَّ وجلَّ، فتوجَّه خالد بن الوليد بالجيش الإسلامي إلى جنوب العراق، فلمَّا وصل إلى منطقة - الحفير - تصدَّى له هرمز القائد الفارسي في المنطقة، فلم يُصغِ لدعوة الإسلام، ويحقن الدماء، ويقر السلام في المنطقة، بل أعدَّ جيشًا لقِتال المسلمين، فدارتْ معركة بين المسلمين والفُرس قُربَ (كاظمة) - تعرف (بكاظمة وبذات السلاسل)، انتصر فيها المسلمون، وقُتل (هرمز)، ثم توالت هزائم الفرس في (المذار)، و (الولجة)، وفي (أليس) الْتقى خالد بنصارى العرب فانتصر عليهم، فأصبح المسلمون على مشارف (الحيرة)، فانتاب حاكمَها الخوفُ من قدوم المسلمين إليه، فاحتاط لأمره، وتهيَّأ لحرْب المسلمين إلا أنَّ خططه العسكرية أخفقت في صد المسلمين فلم تُغنِ عنه شيئًا، فهرب وترَك مسألة الدِّفاع عن (الحيرة) إلى أعيانها، فعَجَزوا عن دفْع المسلمين، وانتهى أمر (الحيرة) بفتحها، وخضوعها لسيادة الدولة الإسلامية، وقد أعْطَى خالدٌ أهلَها الأمان، وأقرَّهم على دِينهم، وقد اقتفى دهاقين القرى المجاورة (للحيرة) بأعيان (الحيرة)، فأقبلوا على خالد بالحيرة، فصالحوه ببذْلِ الجِزية، والخضوع لسيادة الدولة الإسلامية، فأعطاهم خالد الأمانَ، وأقرَّهم على ما بأيديهم.

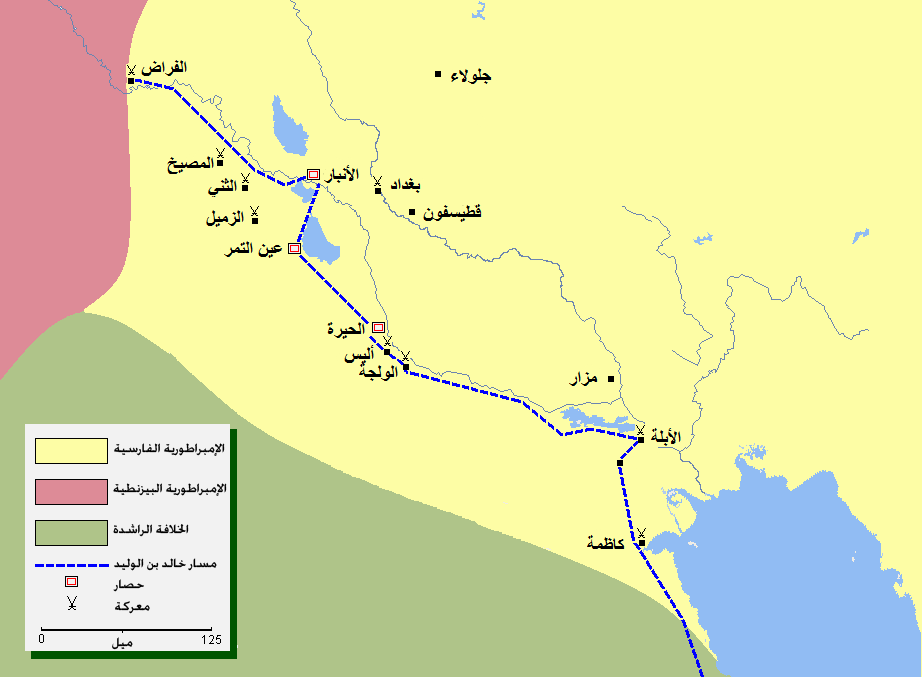
صورة توضح مسار طريق خالد بن الوليد عند فتحه للعراق.

وقد نشط خالد في دعوة أهْل المنطقة إلى الإسلام، فأسلم عددٌ من دهاقين المنطقة، كما نجح في إقرار الأمْن والسلام في المنطقة التي خضعتْ لسلطان المسلمين، واتخذ الحيرة قاعدةً للجيش الإسلامي في جبهة العراق، ومقرًا للإدارة المدنية، ولم يتعرَّض في لقاءاته العسكرية مع الفُرس وحلفائهم من نصارى العرب للفلاَّحين، بل أحسن إليهم، ورَفَق بهم، فأخذ منهم الجزية، وصاروا أهلَ ذِمَّة، وبقيت لهم أرضهم حسبَ تعليمات الخليفة أبي بكر الصِّدِّيق. لَمَّا اطمأنَّ خالد بن الوليد على اسْتِتباب واستقرار الأوضاع في الحيرة، توجَّه إلى الأنبار وعين التَّمْر، وقد نَجَح في مهمَّته، حيث فتح المنطقة وأخْضع كثيرًا من الأراضي الواقعة على شاطئ الفُرات للمسلمين. هذا، وقد آزر خالدَ بن الوليد عياض بن غنم، الذي عَهِد إليه أبو بكر القضاء على التمرُّد في دومة الجندل، فتمكَّنَا من فتح الدومة، والقضاء على التمرُّد فيها، وإخضاعها للمسلمين، وبذلك أصبحتِ الطرق البرية التي تربط جزيرة العرب بالعراق والشام تحتَ الإدارة الإسلامية.
انتهز نصارى العرب القاطنون على شاطئ الفُرات غيابَ خالد في دومة الجندل، فأعْلنوا تمرُّدَهم على الإدارة الإسلامية، واتخذوا من «حصيد» و«الخنافس» قاعدةً لهم، غير أنَّ خالدًا لما رجع إلى الحيرة قضى على الاضطرابات في المنطقة، ثم انطلق بالجيش إلى «الفراض»، حيث اجتمع فيها الفرس والروم ونصارى العرب، وتحزَّبوا ضد المسلمين، فقاتلهم المسلمون قتالاً شديدًا وانتصروا عليهم في منتصف ذي القعدة سنة 12 هـ. ظلَّ خالد بن الوليد في العراق حتى ربيع سنة 13 هـ، حيث صدرتْ إليه التعليمات من أبي بكر بالتوجُّه بنِصْف الجيش الإسلامي في العِراق إلى الشام لمساعدة المسلمين هناك.
تولَّى قيادة الجيش الإسلامي في العراق المثنى بن حارثة الشيباني، وقد اتَّسم بالحَذَر والحيطة، ومتابعة أخبارِ عدوِّه، فأخَذ يراقب الأوضاع العامَّة في المدائن وفي الأراضي الخاضعة للمسلمين، فأذكى العيون، وأقام المسالح، غير أنَّه أدرك أنَّ قدرات الجيش الإسلامي في العراق غيرُ كافية للتصدِّي للفُرْس، الذين توحَّدت جبهتُهم الداخلية بتولِّي يزدجرد القيادة السياسية، فطلب المثنَّى من أبي بكر أن يمدَّه بقوة عسكرية، فلمَّا تأخَّر المدَد، قرر أن يرحل إلى المدينة ليطَّلع الخليفة على أوضاع المنطقة، فلمَّا وصل إلى المدينة، وجد أبا بكر مريضًا قد عهِد بأمر المسلمين إلى عمر بن الخطاب إلاَّ أنَّ أبا بكر لم يشغلْه مرضُه رغم شدته، فأصْغى إلى المثنَّى بن حارثة، فلما وقف على أوضاع المنطقة، وعلى أوضاع الجيش الإسلامي في العراق، أرسل إلى عمر، فلمَّا حَضَر عنده قال له: اسمعْ يا عمر ما أقول لك، ثم اعملْ به، إني لأرجو أن أموتَ مِن يومي هذا، فإن أنا متُّ فلا تمسين حتى تندبَ الناس مع المثنَّى، وإن تأخرتُ إلى الليل، فلا تصبحنَّ حتى تندبَ الناس مع المثنَّى، ولا تشغلنَّكم مصيبةٌ وإن عظمت عن أمْر دِينكم ووصية ربِّكم.
لمَّا توفي أبو بكر بايع الناسُ عمر صبيحةَ يوم الثلاثاء، فكان أوَّلُ عمل استفتح به عمر خلافتَه نَدْبَ الناس، وحثهم على الخروج للجهاد في سبيل الله في جبهة العراق، فكان أوَّلُ مَن خرج إلى المكان الذي حدَّده عمر لاجتماع الناس أبا عبيد بن مسعود الثقفي، فأمَّرَه عمرُ على الجيش؛ لسبقِه الناس، وجرْأته على قِتال الفُرْس، وأمَر عمرُ المثنَّى بن حارثة أن يعود إلى العراق؛ ليكونَ طليعةً للجيش الإسلامي هناك. قدم المثنَّى بن حارثة إلى «الحيرة» في وقتٍ اضطربتْ فيه الأوضاع العامَّة في المناطق الخاضعة لسلطان المسلمين؛ نتيجةً لتدابير رستم وخططه العسكرية، فقدِ اتصل رستم بدهاقين المنطقة، وشجَّعهم على نقْض عهود المسلمين والثورة ضدَّهم، فثار أهلُ الرساتيق من أعلى الفرات إلى أسفله.
فطِن المثنَّى بن حارثة لتدابير رستم وخططه العسكرية، فأعدَّ للأمر عُدَّته، وخرج بالجند من «الحيرة»، وعسكر جنوب العراق؛ لئلاَّ يُؤتى من خلفه بشيء يكرهه، ظلَّ المثنَّى معسكرًا جنوب العراق ينتظر وصولَ أبي عبيد الثقفي بالمدَد من المدينة، فلمَّا وصل أبو عبيد بن مسعود الثقفي انضمَّ إليه المثنى بن الحارثة بالجُند، فالْتقَى المسلمون بالفُرس في «معركة النمارق» فهزموهم، ثم توالتْ هزائم الفُرْس في «كسكر» وغيرها، مما جعل رستم يُعدُّ جيشًا قويًا لمنع تقدُّم المسلمين في المنطقة، وقد زوَّد رستم الجيش الفارسي بسلاح الفِيَلة، وهو سلاح فتَّاك؛ ليخيفَ جُندَ المسلمين وخيلهم وإبلهم، لعلَّه يُحقِّق تفوقًا عسكريًا عليهم، وأسند قيادةَ الجيش إلى بهمن جاذويه فنزل الجيش الفارسي «قس الناطف»، فأصبح نهر الفرات بينه وبين المسلمين، فطلَب من أبي عبيد الثقفي قائدِ الجيش الإسلامي أن يَعْبُرَ إليه النهر، أو يأذن له في العبور، فاستشار أبو عبيد عددًا من القادة المسلمين، فأشاروا على أبي عبيد بعدم عبور النهر؛ لئلاَّ يُحصرَ المسلمون بين النهر والعدو، لكن أبا عبيد فضَّل عبور النهر؛ لئلاَّ يكون الفُرْس أجرأَ على الموت من المسلمين، فطلب أبو عبيد من بعض دهاقين المنطقة إقامةَ جسر على نهر الفرات؛ ليعبرَ عليه جندُ المسلمين إلى الفُرْس المعسكرين في «قس الناطف»، وهناك دارتْ معركة بين المسلمين والفُرس في مكان ضَيِّق المطرد، ولم يكن للمسلمين معرفةٌ بمقاتل الفيلة، فلمَّا ضَرَب أبو عبيد الفيلَ بسيفه خبَطه الفيل بيده، فأَرْداه شهيدًا، فاضطرب جيش المسلمين، ولَمَّا أراد جند المسلمين العودةَ إلى معسكرهم خلفَ النهر، اجتهد أحدُ الجند فقطع الجسر؛ ليمنعَ هزيمة المسلمين وتقهقرهم، فسَقَط عددٌ من جند المسلمين في النهر، غير أنَّ المثنَّى بن حارثة وعددًا من قادة الجيش الإسلامي تمكَّنوا من إصلاح الجِسر، وحماية ظهر الجند، فعَبَر الجند نهرَ الفُرات إلى معسكرهم. وقد عالج المثنَّى بن حارثة الآثارَ المادية والنفسية لمعركة الجِسر، ونجح في قيادة الجيش الإسلامي، والْتقى مع الفُرس في «معركة البويب»، حيث دارتْ بين المسلمين والفُرْس، كان الجيش الفارسي فيها مزهوًا بنشوة النصر في معركة الجسر، فأقبل نحوَ المسلمين في صفوف ثلاثة أمامَ كل صفٍّ فيل، فتلقَّفهم المسلمون، وانتصروا عليهم وقتلوا قائدَهم، وهزموا جنده، فولَّوْا هاربين نحوَ الجسر الذي أقاموه خلالَ عبورهم نهرَ الفرات، فسبقهم إليه المثنى بن حارثة، وقطعه وبذلك سدَّد المسلمون للفُرْس ضربةً قوية، وغنموا غنائمَ كثيرة.

## أسباب المعركة
كان الصِّدام العسكري بين المسلمين والفُرس قد قطع شوطًا في جبهة العراق في خلافة أبي بكر وأوَّل خلافة عمر لكنَّه لم يبلغْ مرحلةَ اللِّقاء العسكري الحاسم بين الطرفَين، فانتصار المسلمين في معركة البويب لم يُنهِ الوجودَ السياسي والعسكري للفُرْس في العراق، ويمكِّن الدعوة الإسلامية أن تشقَّ طريقَها إلى الناس في العراق بأمْن وسلام. فكان لا بدَّ مِن لقاء عسكري حاسِم يُنهي الوجود السياسي والعسكري للفُرْس في العراق، ويمكِّن الدعوة الإسلامية أن تشقَّ طريقها إلى الناس في العِراق، ويجعل العراقَ دار إسلام، فكانتْ معركة «القادسية» ذلك اللِّقاء العسكري الحاسم.

## توحيد الجبهة الداخلية للفرس
كانتِ الجبهة الداخلية للفرس عشيةَ قدوم المسلمين إلى بلاد العراق مضطربة، وكان التنافسُ على عَرْش المدائن شديدًا، غير أنَّ الفرس كانوا مُجْمعين على حرْب المسلمين، ومنع وصول الدعوة الإسلامية إلى بلاد العراق، فلما مَخَر المسلمون السواد، وفتحوا بعضَ مدن العراق، كالحيرة وعين التمر، والأنبار، أدْركتِ القيادةُ السياسية والعسكرية لدولة الفرس أنَّه لا يمكن مواجهةُ المسلمين والتصدِّي للدعوة الإسلامية بجبهة داخلية مضطربة، مما جعلهم يَحْزمون أمرَهم، ويعقدون عزمَهم على تتويج «يزدجرد ابن شهريار» مَلِكًا للدولة الساسانية، فاجتمع إليه الفرس واستوثقوا، وتبارَى الرؤساء في طاعته ومعونته، وبذلك توحَّدتِ الجبهة الداخلية لدولة الفرس، وتفرَّغت القيادة السياسية والعسكرية لحرْب المسلمين، وطرْدهم من العراق، فكان هذا مما هيَّج أمر «القادسية».
أعلن يزدجرد حالةَ الطوارئ والاستنفار العام في بلاده، وشَرَع في إعداد جيش قويٍّ زوَّده بعتاد حربي جيِّد، وضمَّ إليه خِيرةَ رجال الفرس العسكريِّين، وأسند قيادته إلى «رستم»؛ لرتبته العسكرية، ولعبقريته في الحرب، ومهارته في القتال؛ وذلك لحرْب المسلمين وطرْدهم من العراق، والتصدِّي للدعوة الإسلامية. شرَع «رستم» في إعداد خطَّة عسكرية لضرْب الوجود الإسلامي في العراق، تقوم على الاتصال بالدهاقين وأهل السواد، وتشجيعهم على التمرُّد والعِصيان، فاضطربتِ الأوضاع العامَّة في الحيرة، وغيرها من المناطق التي فتَحَها خالدٌ والمثنَّى؛ وذلك استجابةً لدعوة «رستم»، وتنفيذًا لخطته العسكرية، فنقض أهلُ الذِّمَّة عهودهم وذِممهم، وآذوا المسلمين هناك.

## الاستنفار العام في جزيرة العرب
لَمَّا علم أميرُ المؤمنين عمر بن الخطَّاب -رضي الله عنه- باجتماع كلمة الفرس على يزدجرد وتتويجه ملكًا عليهم، وعلم أيضًا بعزْم قيادتي الفُرْس السياسية والعسكرية على حرْب المسلمين، وطرْدهم من العراق، والتصدِّي للدعوة الإسلامية، أدرك خطورةَ الموقف وأبعاده، وما سوف يُفرزه من آثار سلبية على سَيْر الدعوة الإسلامية في العراق، فقرَّر عمر بن الخطاب مناجزةَ الفُرْس، ومنازلتهم في لقاء عسكري حاسِم، يُنهي الوجود السياسي والعسكري للفرس في العراق، ويُمكِّن الدعوة الإسلامية من الوصول إلى الناس في العراق بأمْن وسلام. فأعلن عمر حالةَ الطـوارئ والاستنفار العام في جزيرة العرب، وذلك لإعداد جيش إسلاميٍّ كبير، فكتب إلى أمراء البلدان، ورؤساء القبائل في جزيرة العرب «يأمرهم ألا يَدَعُوا أحدًا له سلاحٌ أو فَرَس، أو نجدة أو رأي، إلاَّ انتخبتموه، ثم وجهتموه إليَّ، والعَجَلَ العَجَل».
بَعَث سعد بن أبي وقاص -رضي الله عنه- إلى ملك الفُرْس وفدًا من أهل الرأي والمناظرة والجلد، يدعونه إلى الإسلام، وإلى إقرار الأمْن والسلام في المنطقة. ووصل الوفد إلى المدائن، والْتقى بقادة الفرس، فعَرَض عليهم الإسلام ودَعاهم إليه، وقد جَرَت بين رسل المسلمين وقيادة الفُرْس مناظرة ومحاورة، أدْلى كلٌّ منهما فيها بحُججه ووجهة نظره في المسألة، وقد جنح رسلُ المسلمين في مناظرتهم لقادة الفُرْس السياسيِّين والعسكريِّين إلى الحكمة والموعظة الحسنة، غير أنَّ قادة الفُرْس ظنُّوا أنَّ جنوح رسل المسلمين إلى اللِّين والحِكمة والموعظة الحسنة في المجادلة والمناظرة راجعٌ إلى ضَعْف دولة الخلافة الراشدة؛ وذلك بسبب استهزاء قادة الفُرس بعرب الجزيرة واحتقارهم، وبسبب جَهْلهم بالإسلام ودولته، فقد غرَّتْهم قوتُهم، فركنوا إليها، وجنحوا إلى التهديد بالقوَّة العسكرية، والتحدِّي بدفْن المسلمين في خَنْدق «القادسية» في ساعة مِن نهار، فلم يُصغوا لدعوة الإسلام والأمْن والسلام. وانتهتِ المفاوضات بيْن المسلمين وقيادة الفُرْس دون أن تحقِّق أهدافَها الإسلامية في إقرار الأمن والسلام في المنطقة، فكان فشلُ المفاوضات بين المسلمين والفُرْس في تحقيق الأمن والسلام في المنطقة مما هيَّج أمر «القادسية»، فأصبح اللِّقاء العسكري بين المسلمين والفُرْس أمرًا لا مفرَّ منه.

### إعداد الجيش الإسلامي
استجاب عربُ الجزيرة لاستنفار أمير المؤمنين عمر بن الخطاب فأخذتْ قوافلهم تحطُّ بالمدينة، فازدحمتْ طرق المدينة وسِككُها بالجند، فخرج عمر بالناس، ونزل على ماء يقال له (صرار)، فعسكر به. كان رأي عامَّة الجند أن يتولَّى الخليفة قيادة الجيش، فبعث عمر إلى أهل الرأي يستشيرهم في المسألة، فاجتمع إليه وجوه أصحاب الرسول وأعلام العرب وفرسانهم، فاستشارهم في ذلك، فاجتمع مَلؤُهم على أن يقيمَ عمر في المدينة، ويُسندَ قيادةَ الجيش إلى واحد من الصحابة، ويمدَّه بالجنود، وأشاروا عليه بسعد بن أبي وقَّاص؛ لصُحبته وسَبْقه، ولجرأته وشجاعته في القتال، فأرسل إليه عمر، فلمَّا حَضَر عنده ولاَّه قيادة الجيش، وقال له:«إني قد وليتُك حرْبَ العراق، فاحفظْ وصيتي، فإنك تَقْدَم على أمر شديد كِريه، لا يخلص منه إلاَّ الحق، فعوِّد نفسَك ومَن معك الخير، واعلم أنَّ عتاد الحرْب الصبرُ، فاصبرْ على ما أصابك، تجتمعْ لك خشيةُ الله، واعلم أنَّ خشية الله تجتمع في أمرين؛ طاعته، واجتناب معاصيه».

## قبل المعركة
سار سعْد بن أبي وقاص بالجيش متمهلاً، وكان إذا مرَّ بحيٍّ من أحياء العرب نَدَبهم إلى الجِهاد. وكان المثنَّى بن حارثة قد انسحب من الحيرة، ونزل مع جنده بذي قار، ينتظر وصولَ سعد بن أبي وقَّاص إليه، فلمَّا وصل سعدٌ بالجيش إلى مكان يقال له «زرود» انتفض جُرْح المثنَّى بن حارثة، الذي أصابه يوم الجِسْر، فمات قبل أن يَلْتقي بسعد، وكان كلُّ واحد منهما مشتاقًا لرؤية صاحبه، واصَل سعد سيرَه، حتى بلغ مكانًا يقال له شراف فعَسْكر به. قدم المثنى بن حارثة الشيباني بوَصية أخيه إلى سَعْد وهو بـ«شراف»، وكان من وصية المثنَّى لسعد: ألاَّ يتوغَّل في بلاد الفُرْس، وأن يقاتلَهم على حدود أرْضهم، على أدْنى حجر من أرض العرب، وأدنى مَدَرة من أرض العجم، وقد أكَّد عمر ذلك في كتابٍ وصل إلى سعد وهو بـ«شراف».
كتب عمر إلى سعد وهو بـ«شراف» يأمره بنزول «القادسية»، وأن يأخذَ الطرق والمسالك على الفُرْس، وأن يجعل على أنْقاب «القادسية» مسالح لحراسة المسلمين، ومراقبة العدو، وأمَرَه أن يلزم مكانَه في «القادسية» فلا يَبرحْه، وأن يبدأهم بالشدِّ والضرب، وأن يصف له «القادسية»، ويكتب له بأخباره وأخبار عدوِّه كأنَّه ينظر إليه، وأمَره أن يكون محتاطًا حذرًا، مستعدًا للقاء عدوِّه.
سار سعْدٌ بالجيش من «شراف»، فنزل «العُذَيْب»، ثم سار حتى نزل «القادسية»، فعسكر على حائط «قديس»، بحيال القنطرة، وجعل الخندق وراءَه. انضمَّ إلى سعد في «القادسية» جندُ المسلمين وقادتهم في العراق، فأصبح عددُ جيش المسلمين في القادسية قريبًا من ستة وثلاثين ألفًا، منهم ثلاثمائة من الصحابة، منهم بِضعة وسبعون من أهل بدر، وسَبْعمائة من أبناء الصحابة، وعدد مِن أعلام العرب وقادتهم وفرسانهم، يُعدُّ جيش المسلمين في «القادسية» أكبرَ جيش عبَّأه المسلمون لفتْح بلاد العراق.
ظلَّ سعدٌ مقيمًا بالقادسية شهرًا دون أن يرى أحدًا من الفُرْس، فأرسل عددًا من السرايا تُغير على شاطئ الفرات ما بين «كسكر»، «والأنبار»، وتعود بالغنائم، أراد سعد أن يعلم خبرَ عدوِّه، فأرسل عيونًا إلى «الحيرة»؛ ليأتوه بخبر الفُرْس، فذهبوا إلى هنالك ورجعوا إليه، وأخبروه بأنَّ مَلِك الفرس «يزدجرد» قد أعدَّ جيشًا كبيرًا لمنازلة المسلمين وطَرْدِهم من العراق، وقد هيَّأ لهذا الجيش كلَّ ما تملكه دولةُ فارس من عَدد وعُدَّة وعتاد حربي، وضمَّ إليه خِيرةَ رجال الفرس وقادتهم العسكريين، أمثال: الجالينوس والهرمزان، ومهران رازي والبيرزان، وبهمن جاذويه، وغيرهم، وأسند قيادةَ هذا الجيش إلى رستم بن الفرَّخزاد الأرمني. كتب سعدٌ إلى أمير المؤمنين عُمرَ يصف له «القادسية» وما جاورها من البلدان، ويخبره أنَّ جميع مَن صالح المسلمين قبله من أهل السواد ألْبٌ لأهل فارس قد خفُّوا لهم، واستعدوا لقتالنا، ويخبره أيضًا أنَّ الفُرْس قد أعدُّوا جيشًا بقيادة رستم وأضرابه، وعسكروا في «ساباط» يحاولون إنغاضنا وإقحامنا، ونحن نحاول إنغاضهم وإبرازهم، وأمرُ الله بعدُ ماضٍ.
تتابعتْ تعليمات عمر لسعد بن أبي وقاص كأنه يُدير المعركة، ويتحكَّم في حركة الجيش وسعد يُنفِّذ ما يُؤمر به، فقد كتب عمر لسعد يقول: «لا يكربنَّك ما يأتيك عنهم، ولا يأتونك به، فقد أُلْقي في رُوعي أنكم إذا لقيتم العدوَّ هزمتموهم، فاطرحوا الشك، وآثروا اليقين عليه، واستعِنْ بالله وتوكَّل عليه»، وأمره الوفاء بالعهد، وحذَّره من الغَدْر وعاقبته، وأمره أن يبعثَ إلى ملك الفُرس وفدًا من أهل الرأي والمناظرة والجلد، يدعونه إلى الإسلام.

### المفاوضات بين المسلمين والفرس
بعث سعْد بن أبي وقاص إلى ملك الفرس يزدجرد وفدًا يدعونه إلى الإسلام، سار الوفد الإسلامي من القادسية، فاجتاز مدينة ساباط جنوب غربي المدائن. وصل الوفد إلى المدائن فالْتقى بقادة الفُرْس، وتحدَّث إليهم، فعَرَض عليهم الإسلام ودعاهم إليه، تحدَّث النعمان بن مقرن المزني أحد رجال الوفْد إلى يزدجرد، ودعاه إلى الإسلام بلين ولطف، وبيَّن له فضلَ الإسلام ورحمته بالناس، وعدلـه وإنصافه، فقال: فنحن ندعوكم إلى دِيننا، وهو دين حسَّـن الحَسَن، وقبَّح القُبْح كلَّه، فإن أجبتم إليه خلَّفْنا فيكم كتابَ الله، على أن تَحْكُموا بأحكامه، ونَرجع عنكم وشأنكم وبلادكم، فإن أبيتم فالجزية، فإن أبيتم فالمناجزة.
اعتقد يزدجرد أنَّ حُسن أدب الوفد الإسلامي، وملاطفته في المناظرة دليلٌ على ضعْف المسلمين، فتطاول عليهم وأَخَذ يُذكِّرهم بحياتهم قبلَ الإسلام، وينعتهم بأنهم مِن أشْقَى الأمم، وأقلها عددًا، وأضعفها شأنًا، وأسوئها حالاً، فتصدَّى له المغيرة بن زرارة، فقال: يا هذا، إنك وصفْتَنا صِفةً لم تكن بها عالِمًا، فتحدَّث المغيرة عن حال العَرَب قبل دخولهم في الإسلام وما كانوا عليه، من ضلال وفُرْقة وذِلَّة، إلا أنَّ الله قد أبدلَ حالهم بالإسلام، فأصبحوا من أفضلِ الأمم عقيدةً، وأحسن الناس خُلقًا، تألَّفت قلوبهم، فاجتمعت كلمتُهم، واستقامتْ حالهم، وعزَّ جانبهم، ثم قال: إنَّ الله ورسوله أمَرنا أن ندعوَ مَن يلوننا من الأمم إلى الإسلام، فاخترْ إن شئت أن تُسلِمَ فتنجي نفسك، أو تُعطيَ الجزية عن يدٍ وأنت صاغِر، أو السيف، فقال يزدجرد: أتستقبلني بمثل هذا؟! قال: ما استقبلتُ إلاَّ مَن كلَّمني، ولو كلَّمني غيرُك ما استقبلتُك به، فغضب يزدجرد، وأخذتْه العِزَّة بالإثم، وكان سيِّئ الأدب، ضيقًا لجوجًا، لا يأخذ برأي ولا مشورة، فأمر الوفد بالانصراف، وقال: لولا أنكم رسلٌ لقتلتُكم، ثم أمر بإحضار كيس من تُراب، فقال لرجاله: احملوه على أشْرف هؤلاء، فتسابق الوفدُ إلى حَمْله، وتفاءلوا به.
سار رستم من النجف فعسكر على نهر العتيق قُبالةَ جند المسلمين، فلمَّا استقرَّ في القادسية واطمأنَّ بها، أرسل إلى سعد بن أبي وقاص يَطلب أن يرسل إليه وفدًا يُفاوضه ويناظره، فأرسل إليه سعدٌ عددًا من الرجال يناظرونه ويَدْعونه إلى الإسلام، ويوضِّحون له سببَ مجيء المسلمين إلى العراق، منهم: ربعي بن عامر، وغيره من دُهاة العرب، وذوي الرأي فيهم، وصل رِبعي بن عامر إلى رستم، فقال له: ما جاء بكم....؟ قال رِبعي: إنَّ الله ابتعَثَنا؛ لنُخرِجَ مَن شاء مِن عبادة العباد إلى عبادة الله، ومِن ضِيق الدنيا إلى سعتها، ومِن جَوْر الأديان إلى عَدْل الإسلام، فأرسلَنا بدِينه إلى خَلْقه ندعوهم إليه، قال رستم: قد سمعتُ مقالتكم، فهل لكم أن تؤخِّروا هذا الأمر حتى ننظرَ فيه وتنظروا...؟ قال ربعي: نؤجِّلكم ثلاثةَ أيام، فانظرْ في أمرك وأمرهم، واخترْ واحدة من ثلاث: الإسلام، أو الجِزية، أو المناجزة.
تتابعتْ رسلُ سعد بن أبي وقَّاص على رستم، وكانوا على نَسَق واحد في صِدْق المقالة، ووضوح العبارة، وبلوغ الهدف، فقد دَعَوُا القوم إلى الإسلام، وقالوا لهم: فوالله، لإسلامُكم أحبُّ إلينا من غنائمكم، غير أنَّ رستم أراد مطاولةَ سعد في اللِّقاء، فأرسل إليه يطلب رسولاً آخر، فأرسل إليه سعدٌ المغيرةَ بن شُعْبة، فلمَّا وصل المغيرة تحدَّث إلى رستم مؤكِّدًا مقالة مَن سبقه مِن رسل المسلمين، فاعتقد رستم أنَّ المسألة يمكن أن تُسوَّى بالمال، فتصدَّى له المغيرةُ، وحسم المسألة بقولـه: إنَّ الله بعث إلينا نبيه «فسعِدْنا بإجابته واتباعه، وأمَرَنا بجهاد مَن خالف أمرَنا، وأخبرنا أنَّ مَن قُتِل منا على دينه فله الجنة، ومَن عاش مَلَك وظَهَر على مَن خالفه، ونحن ندعوك أن تؤمن بالله وبرسوله وتدخل في دِيننا، فإن فعلتَ كانتْ لكم بلادكم، ولا يدخل عليكم فيها أحدٌ إلاَّ مَن أحببتم، وإن أبيتَ ذلك، فالجزية عن يَدٍ وأنت صاغِر، وإن أبيت فالسيف بيننا وبينكم، والإسلامُ أحبُّ إلينا منهما، فاستشاط رستم غضبًا، وقال: لا صُلح بيننا وبينكم»
، فأصبح اللِّقاءُ العسكريُّ بين المسلمين والفرس أمرًا لا مفرَّ منه.

## المعركة

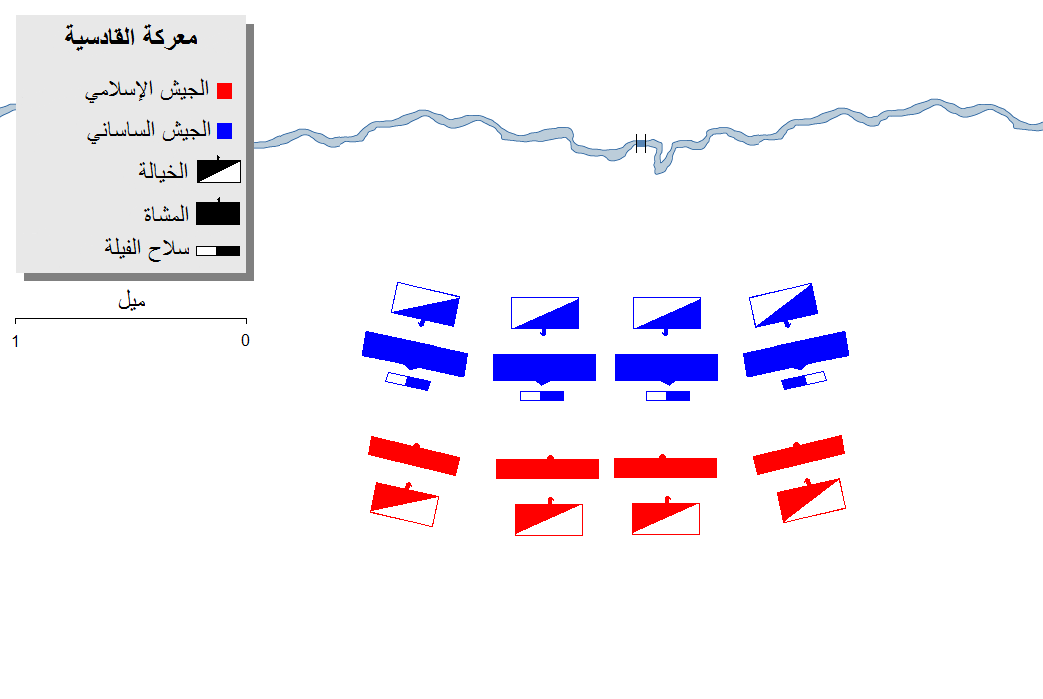
نشر تكتيكي

لم تحقِّق المفاوضات بين المسلمين وقيادتي الفُرْس السياسية والعسكرية أهدافَها الإسلامية في إقرار السلام في المنطقة، وكان لسلبية المفاوض الفارسي في المفاوضات دَورٌ رئيس في فشلها، وعلى الرغم من فَشَل المفاوضات في تحقيق الأهداف الإسلامية؛ إلا أنَّ رسل المسلمين نَجحوا في تبليغ دعوة الإسلام إلى قادة الفُرْس، وفي إنذارهم وإقامة الحُجَّة عليهم بوصول الدَّعْوة إليهم.
عَبَر رستم بالجيش الفارسي نهر العتيق فنزل قبالة المسلمين على شفير العتيق، فكان عسكر المسلمين والفرس بين الخندق والعتيق. استعدَّ سعد بن أبي وقَّاص لمنازلة الفُرْس ومناجزتهم، فلمَّا كان يومُ الاثنين 27 شوال 15 هـ، صلى سعْدٌ بالناس صلاةَ الظهر، ثم أَمَر القرَّاء أن يقرؤوا سورة الجِهاد (الأنفال)، فلمَّا قُرئت هشَّت قلوبُ الناس، وذَرَفتْ عيونهم، ونزلت عليهم السكينة والطمأنينة، وتهيَّأت نفوسُهم لقتال عدوِّهم.
نَزَل سعد ابن أبي وقاص قصر قديس وهو قصرً قديم غير حصين بين الصَّفَّيْن، فأشرف منه على الناس، لكنَّ سعدًا لم يتمكَّن من قيادة المعركة في الميدان لجروح أصابتْه في مقعدته وفخذيه، غير أنَّه ظلَّ يخطط للمعركة ويشرف عليها، ويتابعها من أعلى القصر، وبدأ بإدارة المعركة من فوق القصر، واستخلف على الجيوش خالد بن عرفطة العذري الذي كان من قادة المسلمين المهرة، فيقوم خالد بن عرفطة بقيادة الجيوش ويدير سعد بن أبي وقاص المعركة من فوق القصر متابعًا خالد بن عرفطة بالرسائل التي يرسلها إليه، فينفذها الجيش عن طريق خالد، واعترض بعض الناس على إمارة خالد بن عرفطة، فما كان من سعد إلا أن قام بالقبض على هؤلاء المشاغبين، وكان يتزعمهم أبو محجن الثقفي، وهو من أشد مقاتلي العرب ضراوة وكان يجيد الشعر الجهادي، وكان المسلمون يُعوِّلون عليه كثيرًا؛ فقد كان له دور كبير، لكنَّ سعد لم يكن يتهاون في مثل هذه الأمور، فتعمَّد سعد حبس هذه المجموعة في قصر «قديس»، ومنعها من الاشتراك في القتال بسبب اعتراضها.
استخدم الفُرْس في هذه المعركة سلاح الفِيَلة، وهو سلاح فتَّاك يُخيف الإنسان، ويُفزع الخيول والإبل، التي لم تتعوَّد على رؤيته، فقد اشترك في المعركة 33 فيلاً، في القلب 18 فيلا وفي المجنبتين 8 و 7 أفيال، يتقدَّمها الفيل الأبيض وهو أقدمها، وكانت الفِيَلة تألفه، وكانتِ الفِيلة تحمل توابيت رُبطت بوضنها، وفي داخلها الرِّجال معهم السِّهام والنبال
ترتيب القادة في الجيوش كالتالي:
| الجيش الإسلامي في رواية المدائني وعبد الرزاق الصنعاني - الأمير/القائد العام: سعد بن أبي وقاص. - المقدمة: زهرة بن الحوية. - الميمنة: عبد الله بن المعتم (الأيام الأولى)، شرحبيل بن السمط (يوم القادسية). - الميسرة: شرحبيل بن السمط (الأيام الأولى)، هاشم بن عتبة (يوم القادسية). - الساقة: سلمة بن حريم (الأيام الأولى)، المغيرة بن شعبة (يوم القادسية). - الخيل: المغيرة بن شعبة (الأيام الأولى)، قيس بن المكشوح (يوم القادسية). | الجيش الإسلامي في رواية سيف بن عمر - الأمير/القائد العام: سعد بن أبي وقاص. - المقدمة: زهرة بن الحوية التميمي - الميمنة: عبد الله بن المعتم - الميسرة: شرحبيل بن السمط - الساقة: عاصم بن عمرو التميمي | الجيش الفارسي - الميمنة: الهرمزان ومعه 8 أفيال - ميمنة القلب: الجالينوس ومعه 6 أفيال - القلب: بهمن جاذويه ومعه 6 أفيال - ميسرة القلب: البيرزان ومعه 6 أفيال - الميسرة: مهران ومعه 7 أفيال |

### اليوم الأول (أرماث)

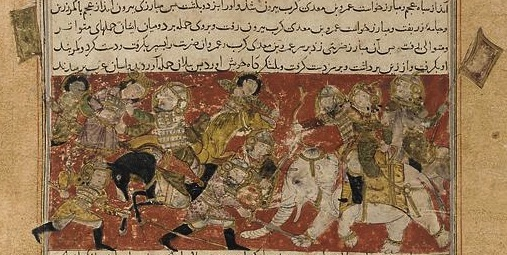
المواجهة بين الجيشين في يوم أرماث من كتاب تاريخنامه للبلعمي

في اليوم الأول الخميس 13 شعبان 15 هـ الموافق (16 نوفمبر 636)، صاح سعد بن أبي وقاص رافعًا صوته قائلاً: الله أكبر! فكبر من ورائه المسلمون جميعًا، وتحفز المسلمون للقتال، ثم يكبر سعد التكبيرة الثانية فتصطف الصفوف، وتُرفَع السيوف من الأغماد، ويستعد الناس للقتال، ثم يكبر سعد التكبيرة الثالثة فتخرج كتيبة الفرسان أفضل مجاهدي المسلمين من ناحية القتال المهاري على أشد الخيول ضراوةً إلى ساحة القتال يطلبون المبارزة؛ ليحفزوا المسلمين وينشطوهم وتخفض الروح المعنوية للجيش المقابل عن طريق قتل أكبر عدد ممكن من الأبطال، وكان من أوائل من خرجوا من فرسان المسلمين للقتال ربيعة بن عثمان، وغالب بن عبد الله الأسدي، وعمرو بن معديكرب، وعاصم بن عمرو التميمي، وكان أول قتال نشب بين ربيعة بن عثمان من قبيلة هوازن وأحد أشداء الفرس، وكان قتالاً شديدًا، وتقاتلا مدة كبيرة، وقتل ربيعة بن عثمان الفارسي بعد قتالٍ عنيف، وكان أول قتيل من الفرس في أرض القادسية فكبر المسلمون، وألقى الله الرعب في قلوب الفرس. وتقدم غالب بن عبد الله ليقاتل فخرج له هرمز، وكان ملك منطقة الباب في فارس بجوار بحر قزوين، فتقاتلا قتالاً شديدًا، وقتل هرمز في أرض المعركة وسلبه تاجه، فانهارت معنويات الفرس، وخُلِعَت قلوبهم من الرعب، وارتفعت معنويات المسلمين. وقام عمرو بن معديكرب يتمشى بين الصفوف، وكان رجلاً ضخم الجثة، وكان من المهرة في القتال، فتقدم إليه رجل من الفرس ورماه برمح فوقع على درعه وسقط على الأرض، وكانت رماح الفرس من طولها يسمونها نشابًا، وتوجه عمرو بن معديكرب نحو الفارسي وحمل عليه حملة واحدة فخطفه من فوق فرسه، ورجع به إلى المسلمين، وألقاه على الأرض، وضرب رأسه بسيفه؛ فقطعها بضربة واحدة ثم أخذ رأسه وألقاها ناحية فارس، وأخذ سواريه ومنطقته، وحمل عاصم بن عمرو رابع الفرسان الذين تقدموا على رجل من أهل فارس، فترك هذا الرجل فرسه وهرب إلى الجيش الفارسي؛ ليحتمي بهم فأخذ عاصم فرسه وعاد به غنيمة إلى المسلمين.

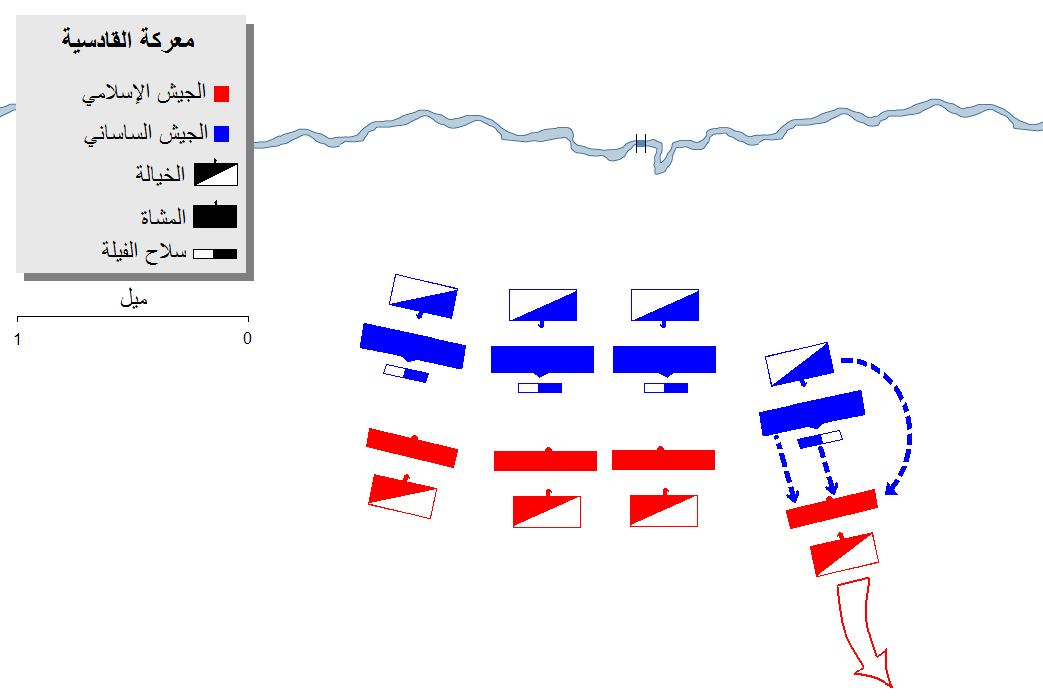
أرماث المرحلة الأولى
دفع الجناح الأيسر للجيش الفارسي الجناح الإسلامي الأيمن للخلف

بدأ الهجوم الفارسي بأمطار غزيرة من السهام على قبيلة بجيلة في الجناح الأيمن للجيش الإسلامي. ثم بدأت ستة عشر فيلا بالتقدم نحوها. ووجه قائد الجناح الأيمن لجيش المسلمين عبد الله بن المعتم أوامره لقائد سلاح الفرسان جرير بن عبد الله البجلي أن يواجه هذه الفيلة، لكن اعترضه سلاح الفرسان الساساني الثقيل. وتابعت الفيلة تقدمها، وبدأت قوات المشاة للمسلمين بالتراجع، وذعرت الخيول وفرت وتفرقت، وكادت بجيلة أن تفنى.
أرسل سعد أوامره للأشعث بن قيس الذي يقود سلاح الفرسان من ميمنة القلب لمراقبة تقدم فرسان الجيش الفارسي. ثم قاد كتيبة الفرسان لتعزيز فرسان الجناح الأيمن وشن هجمة مرتدة على الجناح الأيسر للجيش الساساني. وفي نفس الوقت أرسل سعد إلى قبيلة بني أسد في ميمنة القلب أن تغيث بجيلة.

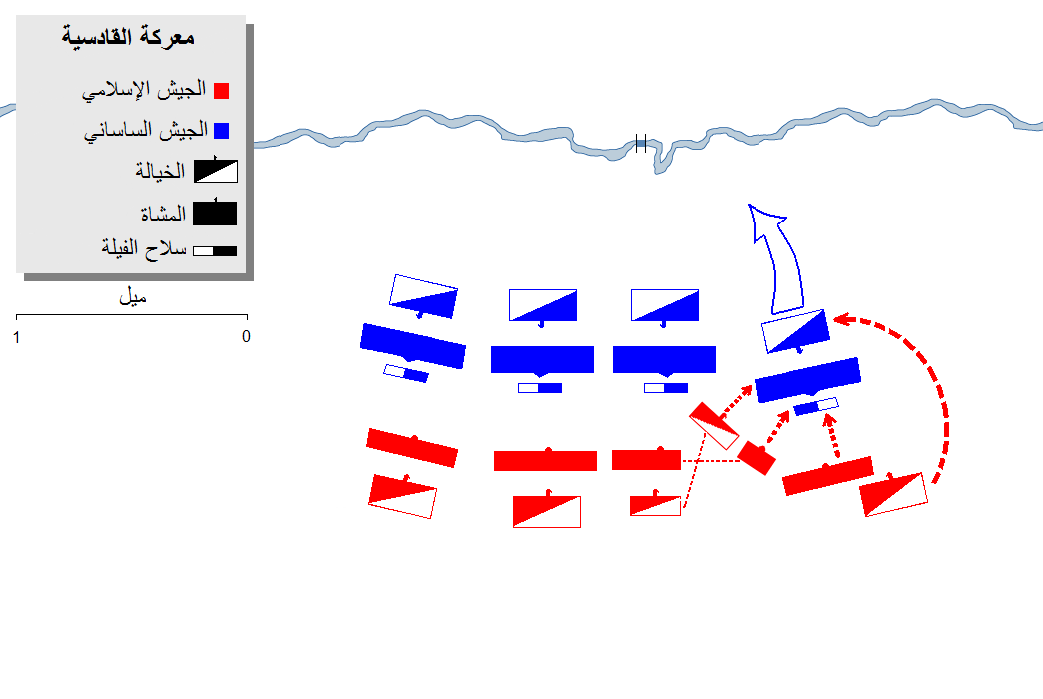
أرماث المرحلة الثانية
تعزيز من سلاح الفرسان وكتائب المشاة الإسلامي في ميمنة القلب للجناح الأيمن ومواجهة الجناح الأيسر للفرس.

خرج طليحة بن خويلد الأسدي وحمال بن مالك الأسدي وغالب بن عبدالله والربيل بن عمرو بكتيبة من مشاة ميمنة القلب ويرافقها هجوم فرسان من ميمنة القلب لمباشرة الفيلة. توجهت فرقة فارسية إلى عمق قطاع بجيلة وفي قطاع كندة أيضًا على يسار بجيلة، وعانت القبيلتان من السهام والسيوف الفارسية. لكن قبيلة أسد قامت وهجمت على فرقة الجالينوس لتذب عن بجيلة الرماح والسهام والسيوف الفارسية.
بعد هجمة قبيلة بني أسد وَجَدَ الهرمزان والجالينوس أن الهجوم يأتي من ناحية قبيلة أسد، فوجهوا القتال ناحيتها، وفي أثناء القتال قام الأشعث بن قيس في قبيلة كِنْدَة التي كانت على ميسرة الجيش الإسلامي، ليحث قبيلة كندة. فتحمست كندة، وخرج له أهل النجدة، وتحولت قبيلة كندة من الدفاع إلى الهجوم ضد القوات الفارسية لِتَذُبَّ عن قبيلة بجيلة وقبيلة أسد، والتفت القبائل الثلاثة حول الفرقتين الفرسيتين بقيادة الهرمزان والجالينوس، ولضيق المكان لم يتمكن الجيش الفارسي من الالتفاف حول الجيش الإسلامي، وكانت مشكلة الجيش الفارسي أن صفوفه كانت متكدسة في الطول، وعرضهم كان موازيًا لعرض المسلمين، ودارت رَحَى المعركة على قبيلة بجيلة وأسد، وقبيلة كندة التي كانت تحاول مساعدة المسلمين.

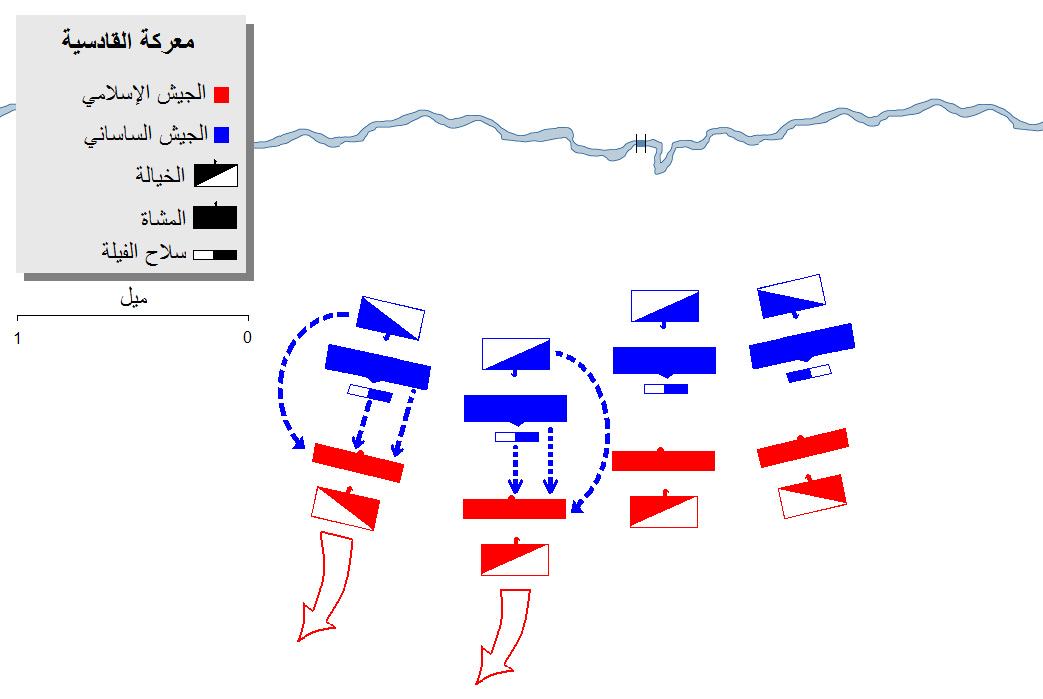
أرماث المرحلة الثالثة
الجناح الأيمن وميمنة القلب للجيش الفارسي يهجم ويدفع ميسرة الجيش الإسلامي.

أمر رستم الجناح الأيمن وميمنة القلب للتقدم. وتعرض الجناح الأيسر وميسرة القلب الجيش الإسلامي لرماية مكثفة. ومرة أخرى تتقدم الفيلة. وتسبب الذعر لخيول المسلمين في الجناح الأيسر وميسرة القلب مما أدى إلى تقهقر الميسرة من جيش المسلمين.

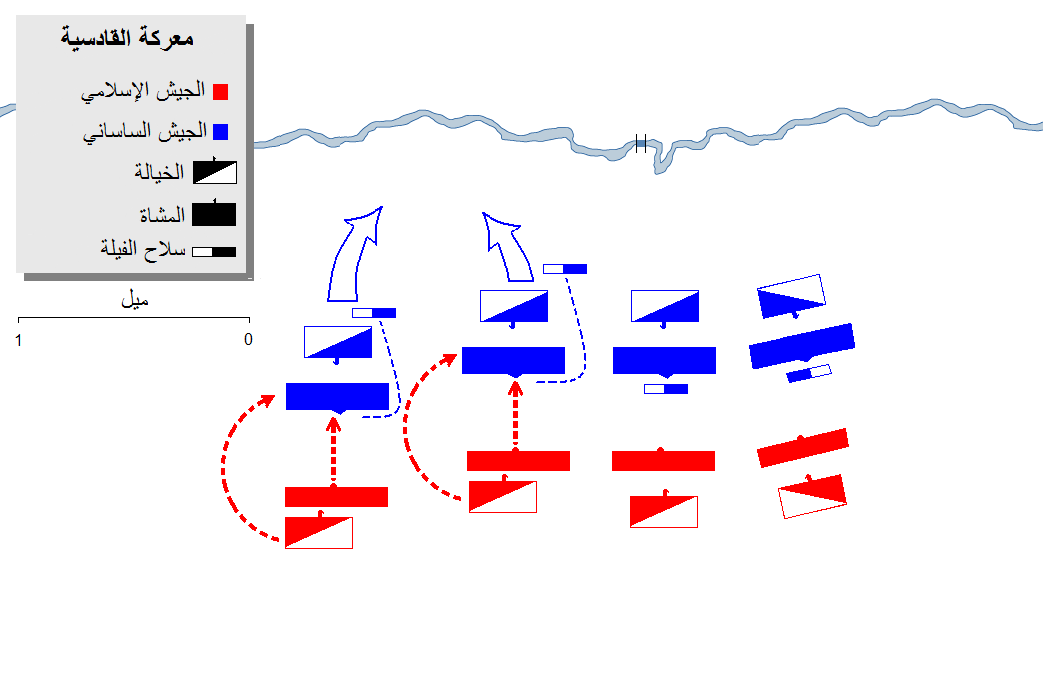
أرماث المرحلة الرابعة
نجح المسلمين في توجيه الفيلة الساسانية، يتبعه هجوم من شقين على الجناح الأيمن وميمنة القلب للجيش الفارسي، مع هجمات للفرسان على الجناح والمشاة من الخلف.

تعجب سعد بن أبي وقاص لما رأى الأفيال من فوق القصر وأنها فوق طاقة المسلمين، فنادى على عاصم بن عمرو التميمي الذي يقود ميسرة القلب وقال له: ألا لك في الفيلة من حيلة؟ فقال: بلى والله. فانتخب عاصم أفضل فرقة من قبيلة تميم، وكانوا من أفضل القبائل رميًا بالسهام، وبدأت هذه الفرقة برمي قائدي الفيلة بالسهام، فكان كل فيل حاملاً تابوتًا كبيرًا عليه أكثر من قائد، وقسَّم عاصم من معه إلى فرقتين: فرقة ترمي قُوَّاد الفيلة بالسهام، والأخرى تندس داخل الجيش الفارسي لتقطع أحزمة التوابيت التي فوق الأفيال، وكانت فكرة عاصم أن تفقد هذه الفيلة توجهها لتتجه نحو الجيش الفارسي. واستطاعت هذه الفرقة أن تصيب طائفة كبيرة من قواد الأفيال، واستطاعت الفرقة التي اندست في الجيش الفارسي أن تقطع أحزمة توابيت الأفيال، وكلما وقع تابوت تقدموا إليه وقتلوا من فيه، وحدث ذلك في معظم التوابيت الثلاثة عشر.

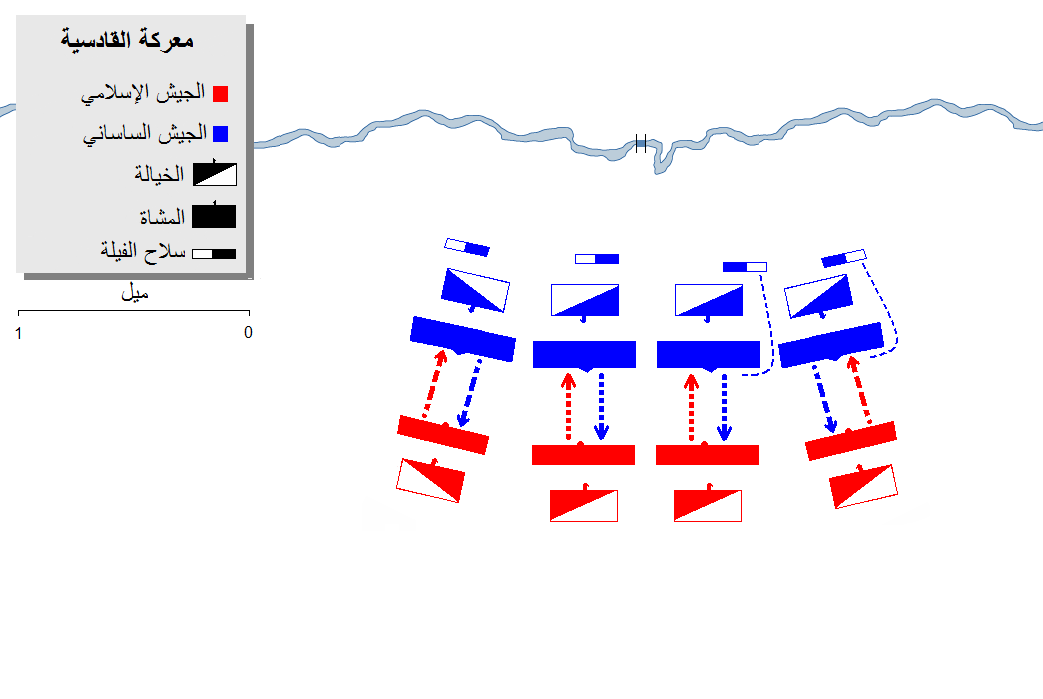
أرماث المرحلة الخامسة
هجوم شامل للمسلمين على الجبهة الفارسية.

انطلق المسلمون ناحية الجيش الفارسي، ويتقدم كذلك الجيش الفارسي وتلتحم الصفوف، واشتدت رحى الحرب دورانًا، وكانت المعركة على أشدها، وبدأت قبيلتي أسد وبجيلة في دفع بهمن جاذويه إلى الخلف، وكانت مرحلة لم يفكر المسلمون في الوصول إليها، فقد كانت البداية شديدة على قبيلتي أسد وبجيلة، حتى استطاع عاصم أن يرد بأس الفرس شيئًا ما. وبعد هذا الأمر يستمر القتال بين الفريقين ما بين قاتل ومقتول من الناحيتين حتى بعد غروب الشمس بقليل، وفي هذا الوقت كانت الجيوش لا تقاتل ليلاً، ونهكت قوى الفريقين وكان القتال في غاية الشدة، واستمر القتال حتى دخل وقت صلاة العشاء، فبدأ الفريقان بترك أرض القتال كلٌّ منهما عائدًا إلى مكانه قبل صلاة العشاء في أول الأيام، وكان يوم القادسية 13 شعبان 15 هـ، وسمِّيَ هذا اليوم بيوم أرماث، واختلف الرواة في سبب تسمية هذا اليوم بهذا الاسم، لكن بالعودة إلى معنى الكلمة يتضح الأمر شيئًا ما؛ فمعنى كلمة أرماث اختلاط الشيء بالشيء، وكان الأمر مختلطًا في ذلك اليوم على الفرس وعلى المسلمين، ولا نستطيع الجزم بانتصار المسلمين أو انتصار الفرس، وأدرك المسلمون قوة الفرس، فإن المسلمين قد اعتادوا في المعارك السابقة انتهاء المعركة في يوم واحد وقبل الظهر، لكن هذه المعركة لم تتحقق فيها نتيجة حتى بعد غروب الشمس، وإن كانت الغلبة ظاهرة في هذا اليوم في صف الفرس إلى حد ما. لم يقع قتال بين الفريقين في هذه الليلة وسميت بليلة الهَدْأَة. وقتل من بني أسد 500 رجل، فقال عمرو بن شأس الأسدي:

### اليوم الثاني (أغواث)

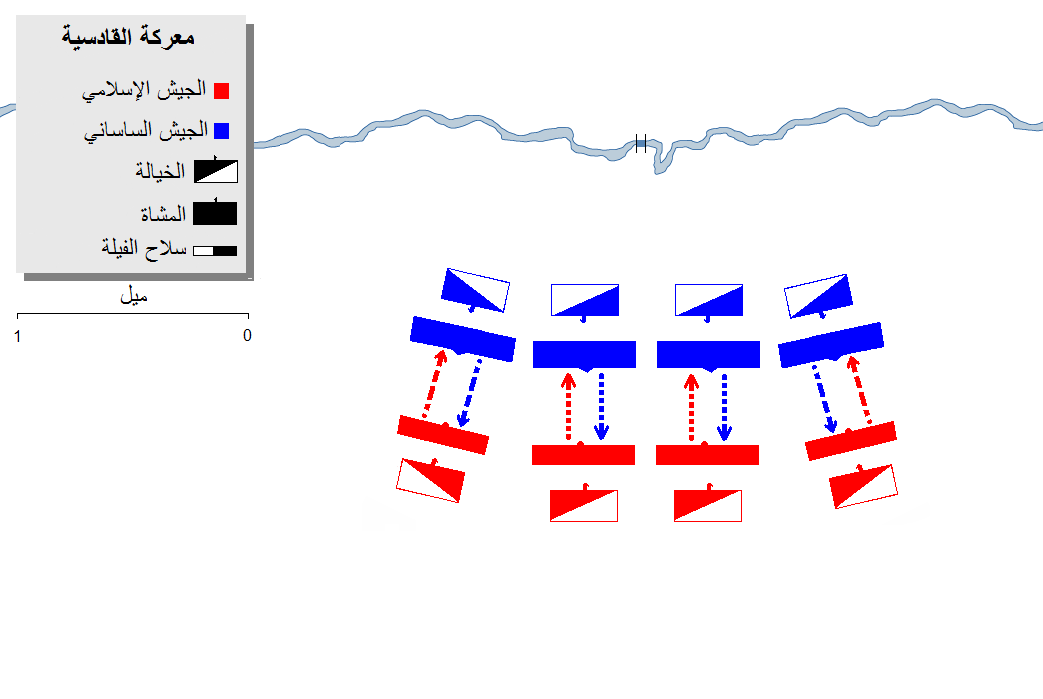
أغواث أمر رستم بالهجوم الشامل على الجبهة الإسلامية.

في اليوم الثاني الجمعة 14 شعبان 15 هـ الموافق (17 نوفمبر 636)، أصبح المسلمون على تعبئة واستعداد لاستئناف القِتال، ومنازلة الفرس في يوم أغواث، وقد بدأ المسلمون يومَهم بنقْل شهدائهم إلى وادي مشرق ودفنهم في مقابر هُيِّئت لهم، ونقل الجريح إلى مكان هُيِّئ لعلاجِهم، وصلت رسالة من أبي عبيدة بن الجراح - أمير الجيوش الإسلامية في الشام- بعد أن انتصر على الروم في موقعة اليرموك؛ فقد كتب له عمر بن الخطاب أن يرسل مددًا من الشام إلى العراق لنجدتهم، فأرسل أبو عبيدة 6,000 مقاتلٍ على مقدمتهم القعقاع بن عمرو التميمي، وكان هذا سببًا عظيمًا في فرحة المسلمين واستبشارهم بالنصر؛ لأن القعقاع من أفضل المقاتلين المسلمين، ومن أشدهم ضراوة، قال عنه أبو بكر الصديق: إن صوت القعقاع في الجيش أفضل من ألف رجل. وقال أيضًا: لَا يُهْزَمُ جَيْشٌ فِيهِمْ مِثْلُ هَذَا. فكانت هذه بشرى لجيش المسلمين، وكان على رأس الآلاف الستة هاشم بن عتبة بن أبي وقاص وهو ابن أخي سعد بن أبي وقاص، وعلى المقدمة القعقاع، وفي أول تباشير الصباح من اليوم الثاني وصلت الفرقة القَعْقَاعِيَّة، التي تتكوّن من ألف مقاتلٍ. لَمَّا وصل القعقاعُ بفرقته إلى ميدان المعركة كان القِتال قد نشب بين المسلمين والفُرْس، فقام القعقاع بمناورة عسكرية لرفْع الرُّوح المعنوية لدَى المسلمين، فقسَّم فِرقته إلى عشرة فرق صغيرة، قوامُ كلِّ فرقة مائة رجل تدخل ميدان المعركة مكبِّرة، فيكبر المسلمون بتكبيرها، تتابعتِ الفِرق في دخولها، واستمرَّتْ جلجلة التكبير، فازداد المسلمون ثباتًا وقوَّة، ووهن الفُرْس، وقد حذَا حذوَ القعقاع قادة مدد الشام جميعهم.
عندما نزل القعقاع إلى أرض القتال طلب المبارزة، فخرج له قائد قلب الجيش الفارسي بهمن جاذويه (ذُو الْحَاجِبِ) وكان على 20,000 مقاتلٍ، وبهمن هذا هو الوحيد الذي انتصر على المسلمين من قبل في موقعة الجسر، وقتل أبا عبيد بن مسعود الثقفي، وسليط بن قيس، فتبارزا وقتل القعقاع بهمن، وعندها حدثت هزيمة نفسية شديدة للفرس، وشعروا أن هذا اليوم يوم شؤم عليهم؛ فقد كانوا يتشاءمون ولا يتفاءلون على عكس المسلمين، فأراد رستم أن يغيَّر من نفسية الفرس، ويشد من أزرهم فأخرج للقعقاع بن عمرو البيرزان قائد مؤخرة الجيوش الفارسية (وكان على 24,000 فارسي)، وهو يقف بجيشه على ميمنة مهران رازي قائد الميسرة، وهو أحد القواد الخمسة العظام الذين تحت إمرة رستم مباشرة، وأخرج معه قائدًا آخر اسمه البندوان كان مرشحًا لخلافة بهمن جاذويه على القلب، فخرج مع القعقاع الحارث بن ظبيان، فبارز القعقاع البيرزان وقتله، وكذلك فعل الحارث بن ظبيان فقد قتل البندوان بضربة واحدة أيضًا.
ثم تقدم القعقاع يطلب المبارزة 30 مرةً في هذا اليوم؛ فقتل وحده في الكَرِّ والفَرِّ ثلاثين فارسيًا، وكل ذلك ولم يلتقِ الجيشان، واستمرت المبارزة حتى بعد صلاة الظهر في اليوم الثاني، ثم بدأ الفريقان يلتحمان مع بعضهما البعض في قتال شديد، وقد كان الالتحام في اليوم السابق من ناحية الفرس تجاه المسلمين، إلا أنه في هذا اليوم تقدم المسلمون ناحية الفرس، وضغطوا عليهم في بداية القتال عكس اليوم السابق، ثم استمر القتال بمنتهى القوة والشدة بين الطرفين من صلاة الظهر حتى منتصف الليل دون انقطاع.
خرج من الجيش الفارسي رجل يطلب المبارزة فخرج له علباء بن جحش العجلي فأصاب كل منهما الآخر في مقتل؛ فيضرب الفارسي المسلم في بطنه، فيقع على الأرض بعد أن ضرب الفارسي في صدره فقتله، وخرجت أمعاء علباء، فطلب من أحد المسلمين بجواره أن يساعده في ادخال أمعائه في بطنه، ثم قام فتوجه مرة أخرى إلى أرض المعركة ليستكمل القتال، ولكنه سقط شهيدًا بعد خطوات قليلة وهو يقول:
لم تظهر الفِيَلة في ميدان المعركة يومَ أغواث لانشغال الفرْس بإصلاح التوابيت ووضنها، التي أصابها ضررٌ بالِغ يوم أرماث. وكان هذا اليوم لصالح المسلمين بفضل الخدع الحربية التي قام بها القعقاع وغيره واستطاع القعقاع أن يبعد سلاح الخيل الفارسي من ميدان القتال ذلك أنه عمد إلى الجمال فألبسها خرقاً وبرقعها بالبراقع فصار لها منظراً مخيفاً عندما رأتها خيل الفرس نفرت وفرت هاربة وركب المسلمون أكتاف الفرس. فلحقتهم خسائر كبيرة، وعندها سدَّد المسلمون ضرباتٍ قوية لقوَّات الفرس، وقتلوا كثيرًا منهم.
كان للخنساء الشاعرة العربية حضور بارز مع أبنائها الأربعة في القادسية، وكانت تقول لهم:
وكان لأبي محجن الثقفي في يوم أغواث بطولةٌ وشجاعة، لكن حبسه سعد بن أبي وقاص في قصر قديس في مؤخرة الجيوش، ورفض أن يشركه في المعركة لأنه كان من المشاغبين في أول يوم. ولما اشتد القتال صعد حين أمسى إلى سعد يستعفيه ويستقيله، فزبره ورده. فأتى سلمى بنت خصفة، فقال: يا سلمى يا بنت آل خصفة، هل لك إلى خير؟ قالت: وما ذاك؟ قال: تخلين عني وتعيرينني البلقاء، فلله علي إن سلمني اللَّه أن أرجع إليك حتى أضع رجلي في قيدي، فقالت: وما انا وذاك! فرجع يرسف في قيوده، ويقول:
فحلَّتْ عنه قيوده، وحمل على فَرَس كان في الدار، وأُعطي سلاحًا، فخرج يركض حتى لَحِق بالقوم، فقاتل قتالاً عظيمًا، وكان يكبِّر، ويحمل على مَن أمامه من الفُرْس، فيقتله ويدقُّ صُلْبه، فلما صعد سعد فوقَ البيت؛ لينظرَ ما يصنع الناس، فنظر إليه سعد، فتعجَّب منه، ويقول: مَن ذلك الفارس؟ فلمَّا توقَّف القتال رجع أبو محجن، ورد السلاح، وجعل رجليه في القَيْد كما كان، فلمَّا علم سعد بقصَّته، حلَّ قَيْده، وقال: لا أَجْلِدك في الخمر أبدًا، فقال أبو محجن: وأنا والله لا أشربها أبدًا. وقد استمرَّ القِتال شديدًا إلى منتصف الليل، ثم توقَّف الفريقانِ عن القتال، وتحاجزوا. وقد سُمِّي هذا اليوم أغواث؛ لأنه جاء فيه الغوث من الشام على رأسه القعقاع بن عمرو، وكان في ذلك غوث شديد للمسلمين وكان النصر حليفهم. وسميت ليلة أغواث السواد.

### اليوم الثالث (عَمَاس)

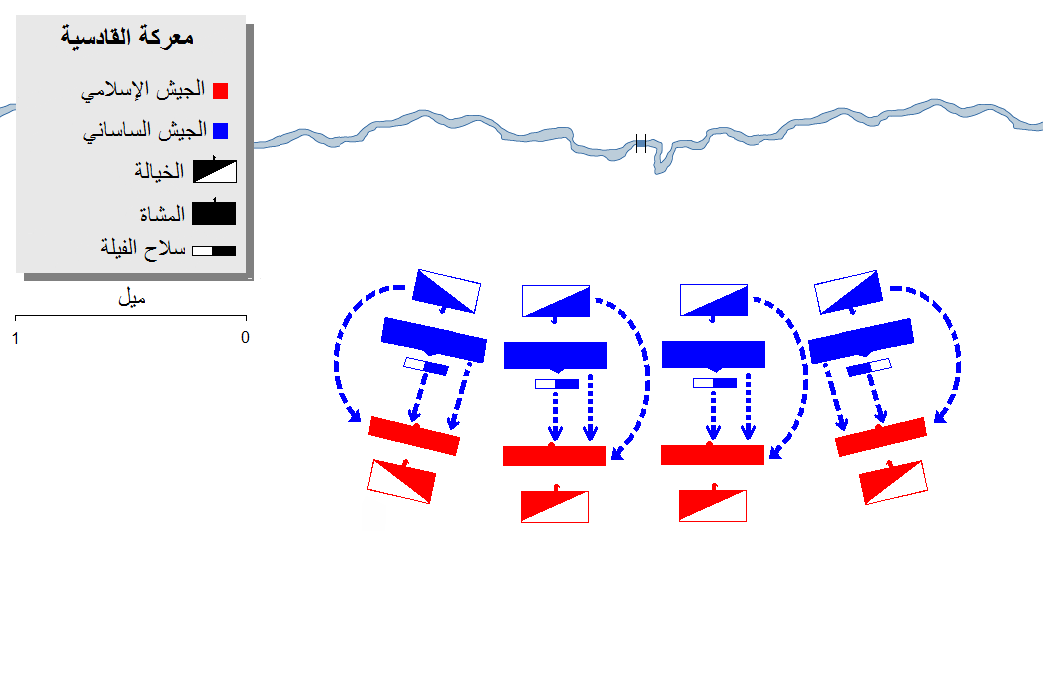
عَمَاس المرحلة الأولى
هجوم الفرس على المسلمين باستخدام سلاح الفيلة.

في اليوم الثالث السبت 15 شعبان 15 هـ الموافق (18 نوفمبر 636)، كان أوَّل شيء عمِله المسلمون يومَ عَمَاس أن بدؤوا يومَهم بنقْل موتاهم إلى وادي المشرَّق ودفنهم، ونقْل جَرْحاهم إلى مكان خُصِّص لعلاجهم، أما قتْلَى الفرس فظلَّت بين الصَّفَّين، وكان الفُرس لا يتعرَّضون لموتاهم، فكان ذلك مما شدَّ الله به المسلمين، وأوهن الفُرْس. كان القَعْقاع بن عمرو قد بات ليلةَ عَمَاس يُسرِّب أصحابه إلى خارج مَيْدان المعركة، دون أن يعلم به أحد، فلمَّا أصبح الناس يومَ عَمَاس، أقْبَلوا مائةً مائةً، كل فِرْقة تتبع أختها، وكلَّما دخلت فرقة كبَّرت، فكبَّر الناس بتكبيرها، وقد حذَا أخوه عاصمٌ حَذْوَه، فلما وصل أمير مددِ الشام هاشم بن عتبة بن أبي وقاص حذَا حذَوْهما، فتجدَّد رجاءُ الناس في النصر.

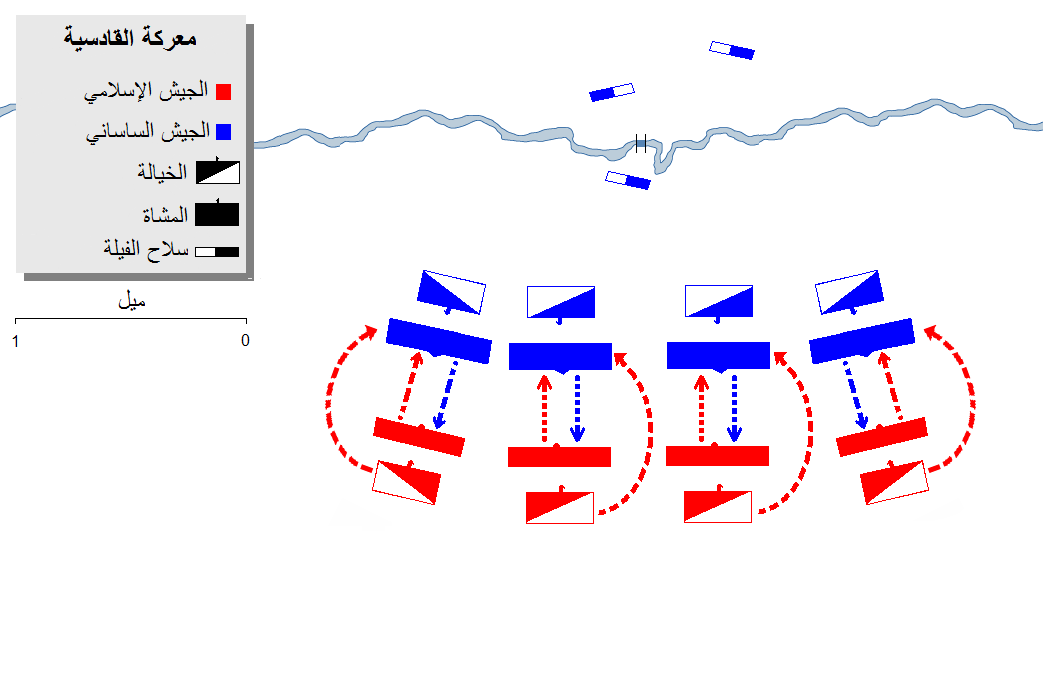
عَمَاس المرحلة الثانية
هجمة فارسية لمواجهة المؤخرة، وتراجع الفيلة خارج ساحة المعركة.

عادتِ الفِيلة مرة أخرى إلى مَيْدان المعركة في يوم عَمَاس، فلحق المسلمين منها أذًى كثير، مما جعل سعدَ بن أبي وقَّاص يُرسل إلى عدد من مُسلِمة الفُرْس، فسألهم عن مقاتِل الفِيَلة، فأخبروه بأنَّ مقاتلها في مشافِرها وعيونها، فأرسل سعدٌ إلى القعقاع وعاصم ابْنَي عمرو، فقال لهما: اكْفياني الفِيل الأبيض، وأرسل إلى حمَّال والرُّبيَّل الأسديين، وقال لهما: اكفياني الفِيل الأجرب، فقتلوا الأبيض، وأصابوا الأجرب، فصاح الفِيلان صياحَ الخِنزير، ثم ولَّى الأجربُ، فوثب في نهر العتيق، فاتَّبعه الفِيَلة فخَرَقتْ صفوف الجيش الفارسي، فعبرت العتيق في أثرِه، ووصلتْ إلى المدائن في توابيتها، وهلك مَن فيها، فلمَّا ذهبتِ الفيلة، وخلت ساحة المعركة منها، تفرَّد المسلمون بالفُرْس، فاقتتلوا بالسيوف قتالاً شديدًا، وأعاد المسلمين خدعة الجمال المبرقعة المخيفة، لكنها هذه المرة لم تنجح في اخافة خيول الجيش الساساني بل ثبتت خيولهم ولم تتراجع. لم يكن في أيام القادسية مثل يوم عَمَاس في البلاء والشِّدَّة والصبر، وقد صَبَر الفريقان فيه على ما أصابهم صبرًا شديدًا.

### ليلة الهَرِيرِ
لَمَّا جنَّ ليل عَمَاس لم يتوقَّف القتال، ولم يتحاجزِ الفريقان كعادتهما في يومي أرماث وأغواث، بل استقبلوا اللَّيل استقبالاً بعدَما صلَّى المسلمون العشاء، فاجتلدوا بالسيوف تلك الليلةَ من أولِها حتى الصباح، وقد انقطع الكلام بين المسلمين والفُرْس تلك الليلة، فكان كلامهم الهرير، وقد أفرغ عليهم الصبر إفراغًا، ولم يكن قتالٌ بليل بالقادسية سوى ليلة الهرير، وتُعرف أيضًا بليلة القادسية من بيْن تلك الليالي، وقد قاتل المسلمون في ليلة الهرير في صفوفٍ ثلاثة، فصَفٌّ فيه الرجالة أصحاب الرِّماح والسيوف، وصفٌّ فيه المرامية، وصفٌّ فيه الخيول، وهم أمام الرجالة. انقطعتِ الأخبار في ليلة الهرير عن سعد ورستم، وبات سعدُ بن أبي وقاص بليلةٍ لم يَبِتْ مثلها في التلهُّف على أخبار المسلمين، والحِرْص على سلامتهم، فأقبل على الدعاء والصلاة، حتى الصباح.

### اليوم الرابع (يوم القادسية)

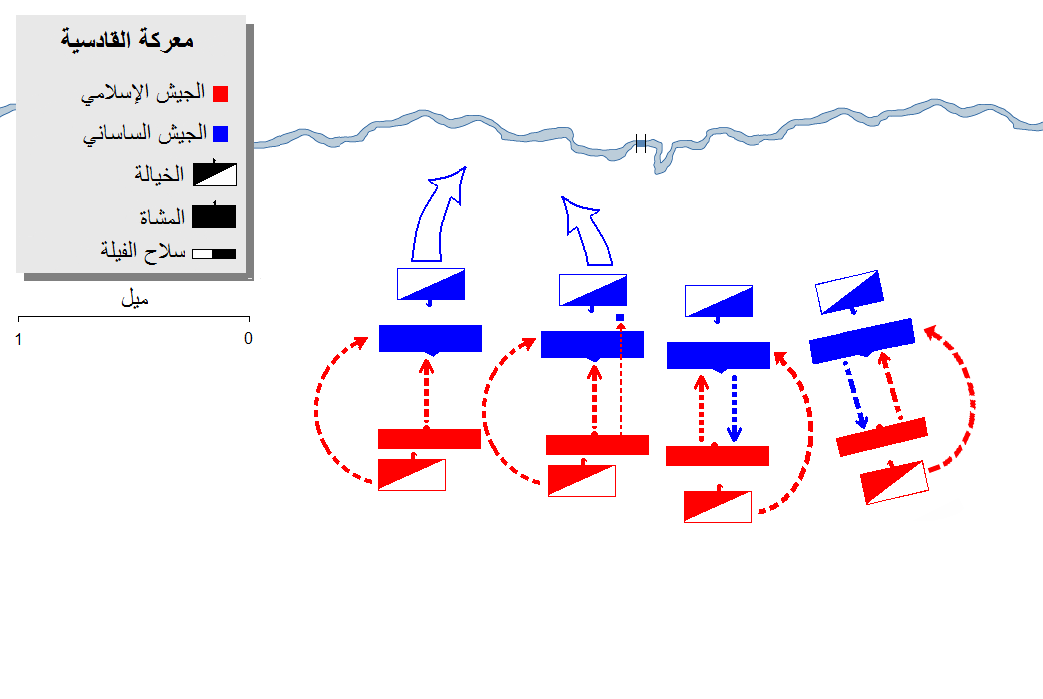
المرحلة الأولى
مهاجمة المسلمين للخط الأمامي الفارسي، واخترق جيش القعقاع ميمنة القلب وقتل رستم.

في اليوم الرابع الأحد 16 شعبان 15 هـ الموافق (19 نوفمبر 636)، ويُعرف هذا اليوم أيضا بيوم القادسية. في صباح هذا اليوم عندما تيقَّن المسلمون أنهم المُنتصِرون، أراد القعقاع بن عمرو استثمار حالة النصر الأكيدة، صرخ في الجيش الإسلامي، فقال:
سمع الناس كلام القعقاع فاجتمع القادة وصمدوا لقتال الفرس واشتدتْ وطأة القتال بين المسلمين والفُرس، وكان القتال كله في قطاع الجيش الفارسي، كما كان الجيش الإسلامي بكامله في قطاع الجيش الفارسي يضغط عليه عند نهر العتيق الذي يقع خلف الجيش الفارسي، وكان الجيش الفارسي يتكون من خمسة قطاعات، منها قطاع البيرزان وقطاع بهمن وكلاهما دون رئيس ودون قائد؛ لأن البيرزان وبهمن قُتِلا، وبقي رستم في منتصف الجيوش في قطاع بهمن حيث تقع خيمته التي يقيم فيها.

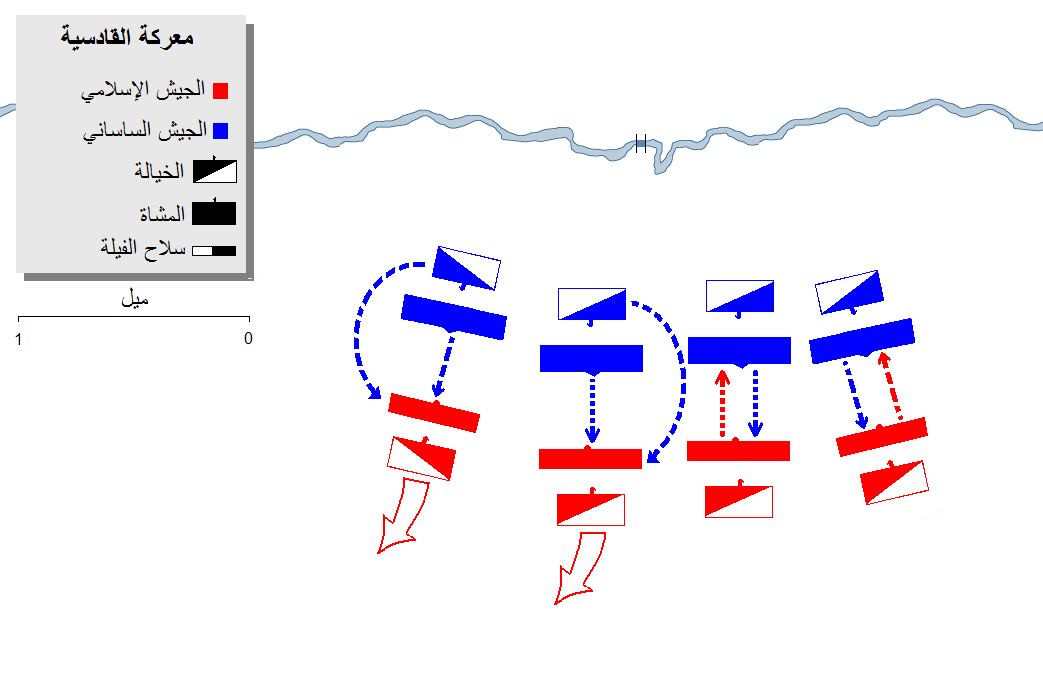
المرحلة الثانية
تعرض المسلمين لهجمات ترجعهم إلى الوراء بواسطة الجناح الأيمن وميمنة القلب للجيش الفارسي.

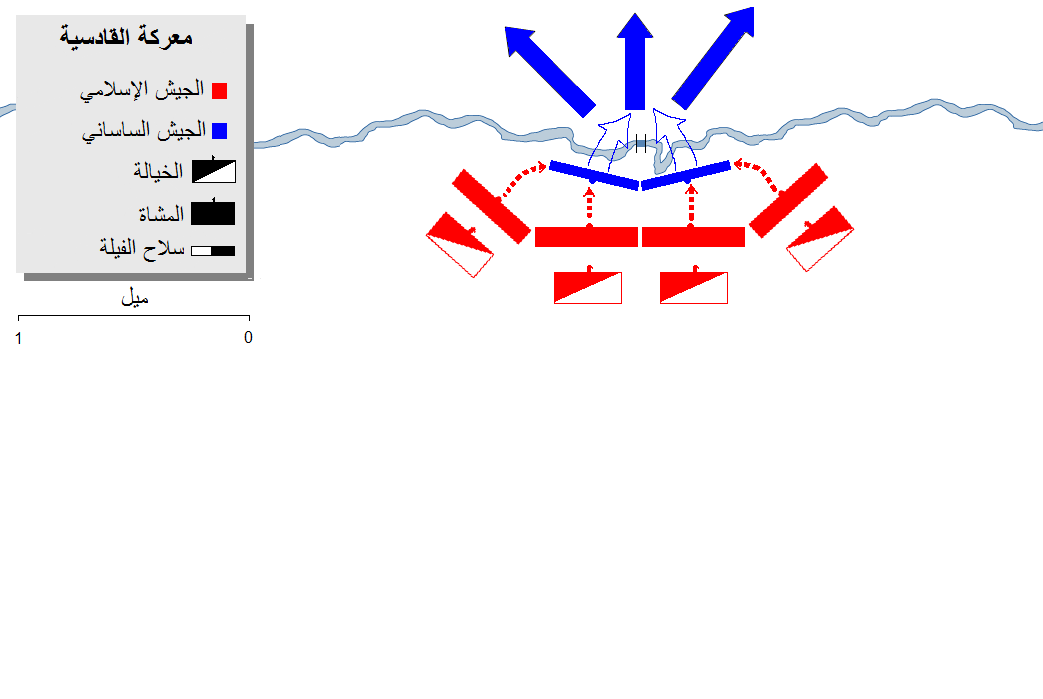
المرحلة الأخيرة
تراجع الفرس عبر النهر.

قام القعقاع بتدبير خطة حتى يُنْهَى القتال الشديد على المسلمين وعلى الفرس؛ ففكَّر في أمر فكر فيه من قبلُ المثنى بن حارثة، حيث فكر في أن يأخذ قبيلة تميم وهي قبيلته، ويأخذ معه نجباء المسلمين من المقاتلين، أي أن يأخذ أفضل الجنود من كتيبة الفرسان ويدك بهم قلب الجيش الفارسي، وكان يرأسه بهمن جاذويه، وكان هدف القعقاع بن عمرو أن يفصل الميمنة عن الميسرة؛ فتنقطع الاتصالات بين الفريقين، ومن الممكن بعد ذلك أن يفقدوا السيطرة، ويفقدوا صلتهم بقائدهم، وكان هدف القعقاع أن يصل إلى رأس الأفعى؛ يصل إلى رأس رستم قائد الفرس، ويقول: إذا قتلت رستم ضاعت معنويات الجيش الفارسي كله. وبدأت بالفعل عملية من أصعب العمليات؛ لأن كتيبة بهمن فيها نحو 20,000، وقبيلة تميم كلها تقريبًا 3,000؛ ومن فضل الله على المسلمين أن المساحة العرضية لأرض القادسية كانت ضيقة، فكان الجيش الفارسي مرتبًا في صفوف بعضها وراء بعض، وقد أسهم ذلك في إلحاقِ الهزيمة بالفرس. وبدأ القعقاع ومعه قبيلة تميم في الضغط على الفُرْسِ، ويبدأ قلب الفرس في الانهيار تدريجيًا أمام الضغط الشديد للمسلمين، وفي الوقت نفسه تمارس قبائل بني قحطان اليمنية الضغط على ميمنة الفرس بقيادة الهرمزان، وتضغط قبيلة قيس على مهران في الميسرة؛ حتى لا تلتف ميسرة أو ميمنة الفرس حول الجيش الإسلامي من الخلف، ويستمر المسلمون في الضغط على الفرس إلى نهر العتيق، وكانت أعداد الجيش الفارسي ضخمة، فهناك 120,000 موجودون قبل نهر العتيق، و 120,000 ينتظرونهم في الناحية الأخرى، وقد قتل من الفرس نحو 25,000 حتى هذه اللحظة، وتبقَّى 95,000، وما زال هذا العدد كبير.
في وقتُ الزوال هبَّتْ رِيح شديدة، قلعت خيمة رستم وألقت بها في النهر، وتقدَّم القعقاع ومَن معه حتى وصلوا سرير رستم، وقد غادره حين هبَّت عليه الريح واختبأ قرب بغال عليها أحمال، فجاء هلال بن علقمة، فرأى البغال فهجَم عليها وقطع حبل أحد الأحمال الذي سَقط على رستم فكسر ظهرَه، فرما رستم نفسه في نهر العتيق، ولحق به هلال بن علقمة في النهر وسحبَه وضربه على رأسه فقتله، وصرخ صرخته المشهورة: «قتلتُ رُستُم وربِّ الكعبة». فلما رأى الجالينوس خطورة الموقف أمر مَن بقي من مُقاتلي الفرس بالانسحاب نحو النهر وعبوره نحو المدائن، وبالفعل انسحَبوا، ولكنهم وقعوا في فخ النهر؛ حيث لحق بهم المسلمون بالرماح والنَّبل فقتلوا منهم الألوف وهم في النهر. أرسل سعد بن أبي وقاص في أثَر الجالينوس فرقةً بقيادة زهرة بن حوَّية التميمي، فأدركه زهرة عند الخرَّارة فقتلَه.

### نتائج المعركة

العلم درفش كابيان

انتهتْ المعركة بعدَ قتال شديد بين المسلمين والفُرْس، دام أربعةَ أيام وثلاثَ ليال بنصرٍ حاسِم للمسلمين، وقد ترتَّب على انتصار المسلمين في القادسية نتائجُ مهمَّة على مجريات الأحداث السياسية والعسكرية في المنطقة، وعلى سَيْر الدعوة الإسلامية فيها، ومِن تلك النتائج ما يلي:
- تُعدُّ معركة القادسية من المعارك الفاصِلة في تاريخ الشَّرْق، فقد نَتَج عن انتصار المسلمين في المعركة نتائجُ مهمَّة على جوانب الحياة السياسية والدينية والمدنية في تاريخ الشَّرْق بصورة عامة، وفي تاريخ الفُرْس على وجه الخصوص، فقد تقلَّص نفوذ آل ساسان عن العِراق، فباتَ إحدى الوحدات السياسية والجغرافية لخريطة الدولة الإسلامية.
- قرَّرت القادسيةُ مصيرَ العراق، ومصيرَ الدعوة الإسلامية فيه، فقد خضع خضوعًا مباشرًا لدولة الخلافة الراشدة، ممَّا ساعد المسلمين على نشْر الدعوة الإسلامية، وإبلاغها للناس في العراق، فقدِ اعتنق الإسلام 4,000 من جُند رستم عَقِب المعركة مباشرةً، وكذلك وَفَد على سعد بن أبي وقاص كثيرٌ من قبائل العرب المقيمة على ضِفاف الفُرات، فأعلنوا إسلامهم، وكذلك أسلم عددٌ من سكَّان العراق ودهاقينه.
- كان انتصار المسلمين في القادسية بدايةً لانتصارات إسلاميَّة لاحِقة في المنطقة، كان من أهمها فتح المدائن في شهر صفر سنة 16 هـ، ووقوع معركة جلولاء، وفتح حلوان في ذي القعدة من السَّنَة نفسها.[84]
- كانت بلاد العراق التي فتَحَها خالد والمثنَّى قد نقضتْ عهودها وذممها سوى أهل بانيقيا وبسما، وأهل أليس الآخِرة، فلمَّا انتصر المسلمون في القادسية عاد الجميع، وادَّعوا أنَّ الفُرْس قد أجبروهم على نقْض العهود، فقَبِل منهم المسلمون ذلك، وصدَّقوهم تألفًا لقلوبهم[85]، فصار أهل السواد من الفلاَّحين وغيرهم أهلَ ذِمَّة وعهْد، وبذلك استتب الأمن في العراق، واستقرَّت الأوضاع العامة فيه، وصار دارَ إسلام وأمن وسلام.
- غَنِم المسلمون في معركة القادسية غنائمَ كثيرةً كان مِن ضمنها رايةُ فارس الكبرى (درفش كابيان) وهي رايةٌ مصنوعة من جلود النمور، طولها اثنا عشر ذراعًا، في عَرْض ثمانية أذرع على خشب طوال موصول، وكانتْ مرصَّعة بالياقوت واللؤلؤ، وأنواع الجواهر،[86] وقد قطعت وارسلت إلى المدينة المنورة.[87]
- يرى المؤرخ عبد الحسين زرين كوب إن القادسية أخرت ظهور الثقافة الفارسية في المشرق لمدة قرنين من الزمان، وكانت فاصلة حضارية كبرى، جعلت الفرس يتوارون خلف الدولة الجديدة.[88]